# Kukovecz Gábor
Kukovecz Gábor (Budapest, 1959. május 2.) magyar gitáros, a Pokolgép együttes alapító tagja és fő dalszerzője, a magyar heavy metal egyik meghatározó alakja.

## Családja
- Nős, öt lány édesapja, egy lányunoka nagyapja.

## Zenei karrierje
16 évesen kezdett gitározni, miután egy sportbaleset következtében addigi sportolói ambícióit fel kellett adnia (10 éven keresztül birkózott a Ferencvárosban). Sokáig fekvőbeteg volt, és ezalatt bátyja akusztikus gitárján tanult meg játszani. Paksi Endrével és Varga Tiborral iskolai zenekarokban játszottak, majd az iskola befejeztével együtt is katonáskodtak. A kötelező sorkatonai szolgálat letelte után az 1980-as évek kezdetén közösen alapították meg a Pokolgép együttest, amely az elsők között játszott heavy metalt Magyarországon. 1983-ban Paksi és Varga is kilépett a zenekarból, így egyedüli alapítóként Kukovecz lett a zenekarvezető.
Az 1980-as években a Pokolgép a legnépszerűbb heavy metal együttes volt. Első lemezeikből több százezer példány kelt el. A Pokolgép 1994-es feloszlása után az akkori énekes Rudán Joe-val Gép néven folytatták. Az akkoriban kilátástalan zenész lét mellett egy általános iskolában kezdett ének-zenét tanítani. 1999-ben újraindította a Pokolgépet, amellyel azóta is folyamatosan ad ki lemezeket és koncertezik.
2022 decemberében Kuko név alatt jelent meg Tiszta szívvel Pokolgép című szólóalbuma, melyen hét új, saját dal mellett Pokolgép-dalokat is felénekelt, újrajátszott.

## Diszkográfia
Pokolgép
- Totális metál (1986)
- Pokoli színjáték (1987)
- Éjszakai bevetés (1989)
- Metál az ész (1990)
- Adj új erőt (1991)
- Vedd el ami jár (1992)
- A gép (1996)
- Csakazértis (2000)
- Te sem vagy más (2002)
- A Túlélő (2004)
- Pokoli mesék (2007)
- Metálbomba (2016)

Gép
- A Gép (1996)

Kuko
- Tiszta szívvel Pokolgép (2022)

## Felszerelése
Gitárok
- Gibson Les Paul Custom (2 db)
- Gibson Les Paul  1959
- Gibson Flying V Custom
- Gibson  Flying V 1983-87
- Gibson Explorer 76'
- Gibson Explorer Custom
- Epiphone Richie Faulkner Flying V
- Framus D-Series Artist Line WH-1 (Wolf Hoffmann-signature, 2 db)
- Fender Stratocaster Vintage
- Takamine 6 húros és 12 húros nejlon és fémhúros akusztikus gitárok

Erősitő
- Marshall Plexi 100W Fej
- Engl
- Marshall láda
- Wizard erősítő

Effekt
- Lexicon PCM 70 reverb
- Eventil delay
- Electroharmonix octaver pedál

## További információ
- Hivatalos honlap